# Long Before Our Mothers Cried
| Recensione | Giudizio |
| ---------- | -------- |
| AllMusic   |          |

Long Before Our Mothers Cried è il secondo album del sassofonista jazz statunitense Sonny Fortune, pubblicato dalla Strata-East Records nel marzo del 1975.

## Tracce

### LP
(1975, Strata-East Records, SES 7423)
Lato A
Musiche di Sonny Fortune.
1. Long Before Our Mothers Cried – 14:52
2. A Tribute to a Holiday (Billie) – 6:01

Durata totale: 20:53
Lato B
Musiche di Sonny Fortune.
1. Sound of Silents – 8:52
2. Five for Trane – 6:28
3. Wayneish – 6:45

Durata totale: 22:05

## Formazione
- Sonny Fortune – sassofono alto, sassofono soprano, flauto
- Charles Sullivan – tromba
- Stanley Cowell – pianoforte elettrico, pianoforte acustico
- Wayne Dockery – contrabbasso
- Chip Lyle – batteria
- Angel Allende – conga, triangolo, tamburello
- Mario Muñoz – grancassa, timbales
- Richie Pablo Landrum – campanaccio, shaker

### Produzione
- Sonny Fortune – produzione, arrangiamenti
- Registrazioni effettuate l'8 e 15 settembre 1974 al Minot Studio di White Plains, New York (Stati Uniti)
- John Battiloro e Ron Carran – ingegneri delle registrazioni
- Carole Byard – grafica e design copertina album originale
- "Vigo" – foto retrocopertina album originale[3]